# DeJuan Collins
DeJuan Lamont Collins (ur. 20 listopada 1976 w Youngstown) – amerykański koszykarz, występujący na pozycjach rozgrywającego lub rzucającego obrońcy.

## Osiągnięcia
Na podstawie, o ile nie zaznaczono inaczej.
Drużynowe
- Mistrz:
  - EuroChallenge (2013)
  - Ligi Bałtyckiej (2008, 2011, 2012)
  - Niemiec (2003)
  - Litwy (2007, 2008, 2011, 2012)
  - II ligi niemieckiej (2001)
- Zdobywca pucharu:
  - Rosji (2013)
  - Litwy (2007, 2008, 2011, 2012)
  - Niemiec (2003)
- Finalista Pucharu Grecji (2005)
- 3. miejsce podczas mistrzostw Niemiec (2004)

Indywidualne
- MVP finałów:
  - Ligi Bałtyckiej (2008)
  - Pucharu Litwy (2008)
- Lider:
  - strzelców:
    - finałów Pucharu Grecji (2005)
    - ligi niemieckiej (2002 – 23,7)

  - w asystach Euroligi (2008 – 5,3)
  - w przechwytach ligi niemieckiej (2002 – 2,48)
- Uczestnik meczu gwiazd ligi:
  - niemieckiej (2002)
  - greckiej (2005)
  - litewskiej (2011)